# Alfred Narloch
Alfred Narloch (ur. 13 marca 1927 w Świętochłowicach) – polski piłkarz grający na pozycji obrońcy, trener. Zawodnik Polonii Bytom.

## Kariera piłkarska
Alfred Narloch karierę piłkarską spędził w Polonii Bytom, w której grał w 1949–1957, rozegrał 106 meczów w ekstraklasie, w których zdobył 8 goli, a także miał duży udział w pierwszych sukcesach Królowej Śląska. Debiut w ekstraklasie zaliczył 27 marca 1949 roku przegranym 1:2 meczu u siebie z Polonią Warszawa. W sezonie 1949 zajmując przedostatnie – 11. miejsce, spadł z ekstraklasy, jednak w sezonie 1950 wrócił do niej. W sezonie 1952 zdobył wicemistrzostwo Polski, natomiast w sezonie 1954 zdobył pierwsze w historii klubu mistrzostwo Polski. W sezonie 1955 zajmując przedostatnie – 11. miejsce, ponownie spadł z ekstraklasy, jednak w sezonie 1956 ponownie wrócił do niej. Ostatni w ekstraklasie rozegrał 21 sierpnia 1957 roku na Stadionie Śląskim w Chorzowie w wygranym 4:1 meczu wyjazdowym z Ruchem Chorzów.

## Kariera trenerska
Alfred Narloch był trenerem Polonii Bytom.

## Kariera reprezentacyjna
Alfred Narloch 25 kwietnia 1953 roku rozegrał nieoficjalny mecz w reprezentacji Polski na Stadionie Ruchu Chorzów w Chorzowie w wygranym 3:2 meczu towarzyskim z reprezentacją Śląska.
Ponadto w latach 1952–1953 rozegrał 2 mecze w reprezentacji Śląska. Debiut zaliczył 24 sierpnia 1952 roku na Stadionie Ruchu Chorzów w Chorzowie w wygranym 5:1 meczu towarzyskim z reprezentacją Pekinu, zastępując w drugiej połowie Huberta Banisza. Ostatni mecz rozegrał 13 września 1953 roku na Stadionie Polonii Bytom w Bytomiu w zremisowanym 3:3 meczu towarzyskim z reprezentacją Polski B, w którym po pierwszej połowie został zastąpiony przez Czesława Szuszczyka.

## Statystyki

### Reprezentacyjne
| Reprezentacja         | Rok     | Mecze | Gole |
| --------------------- | ------- | ----- | ---- |
| Śląsk                 | 1952    | 1     | 0    |
| Śląsk                 | 1953    | 2     | 0    |
| Łącznie               | Łącznie | 3     | 0    |
| Polska (nieoficjalny) | 1953    | 1     | 0    |
| Łącznie               | Łącznie | 1     | 0    |

| Mecze i gole w reprezentacji | Mecze i gole w reprezentacji | Mecze i gole w reprezentacji | Mecze i gole w reprezentacji | Mecze i gole w reprezentacji | Mecze i gole w reprezentacji | Mecze i gole w reprezentacji |
| Śląsk                        | Śląsk                        | Śląsk                        | Śląsk                        | Śląsk                        | Śląsk                        | Śląsk                        |
| Lp.                          | Data                         | Miasto                       | Przeciwnik                   | Wynik                        | Rozgrywki                    | Uwagi                        |
| ---------------------------- | ---------------------------- | ---------------------------- | ---------------------------- | ---------------------------- | ---------------------------- | ---------------------------- |
| 1.                           | 24.08.1952                   | Chorzów                      | Pekin                        | 5:1                          | Mecz towarzyski              | od 46'                       |
| 2.                           | 13.09.1953                   | Bytom                        | Polska B                     | 3:3                          | Mecz towarzyski              | do 45'                       |
| Polska (nieoficjalny)        |                              |                              |                              |                              |                              |                              |
| Lp.                          | Data                         | Miasto                       | Przeciwnik                   | Wynik                        | Rozgrywki                    | Uwagi                        |
| 1.                           | 25.04.1953                   | Chorzów                      | Śląsk                        | 3:2                          | Mecz towarzyski              | 90'                          |

## Sukcesy
Polonia Bytom
- Mistrzostwo Polski: 1954
- Wicemistrzostwo Polski: 1952
- Awans do ekstraklasy: 1950, 1956